# 榎本城
榎本城（えのもとじょう）は、栃木市大平町榎本（下野国都賀郡榎本）にあった日本の城。

## 現況
榎本城のあった場所には石碑が建っている。また堀や土塁のあとが周辺に残っている。

## 歴史
文治元年（1185年）に小山宗長が築城したといわれ、小山城の支城として成立したと思われる。
戦国時代の永禄元年（1558年）に榎本高綱が城主となったが、同7年（1564年）に皆川俊宗に攻められて戦死しするなど、皆川氏、佐野氏、北条氏、結城氏らの接点として、いくたびか戦乱に巻き込まれた。
1590年（天正18年）の豊臣秀吉による小田原征伐の折、榎本城主の近藤綱秀は北条氏照の命で八王子城を守っていたが討死した。榎本城は、城主が留守の間に結城晴朝に攻められ落城し、以降結城氏の管理下に入った。
江戸幕府成立後の1605年（慶長10年）、本多忠純が1万石で榎本城に入り榎本藩が成立する。その後大坂夏の陣での活躍などにより加増され2万8000石となった。本多忠純の死去後、藩主は本多政遂、本多犬千代と継いだが、犬千代は寛永17年（1640年）5月13日に5歳で死去し、榎本藩は無嗣断絶により改易となり、榎本城も廃城となった。